# التطعيم ضد كوفيد 19 في دولة فلسطين
بدأت السلطة الوطنية الفلسطينية حملة التلقيح ضد كوفيد-19 في 2 فبراير 2021، حيث تلّقت وزيرة الصحة الفلسطينية مي الكيلة أول جرعة إلى جانب طواقم وزارة الصحة العاملة في مراكز علاج وفحص وفرز كوفيد–19 في رام الله. ووصلت اولى الشحنات إلى قطاع غزة في 17 من الشهر ذاته بعد «موافقات من المستوى السياسي» لتسمح إسرائيل لها بالدخول.
إسرائيل، القوة الفعلية في الأرض الفلسطينية المحتلة، كانت قد بدأت برنامج التطعيم في نهاية 2020، وقالت منظمات حقوقية إنها تتحمل مسؤولية تطعيم الفلسطينيين الذين يعيشون تحت الاحتلال الإسرائيلي. وأكدت الجماعات الحقوقية وجوب تزويد إسرائيل الفلسطينيين بفرص الحصول على اللقاحات التي يحصل عليها سكانها، مستشهدة بالقانون الدولي الذي يحدد مسؤوليات سلطات الاحتلال.
لكن إسرائيل حصرت اللقاحات للعمال الفلسطينيين لديها وفي مستوطناتها المقامة على أراضي الضفة الغربية، في خطوة وصفها حقوقيون بأنها “انتهازية رخيصة”؛ تسعى من خلالها السلطات الإٍسرائيلية إلى حماية سكانها من مخالطة العمال، وتسويق وجه إنساني للعالم. حيث طُعّم 100 ألف عامل في ذلك الإطار.
وكانت السلطة قد أقرت الحصول على مليوني جرعة من طعم سبوتنك، وحصلت على دفعات من مشروع كوفاكس عبر الأمم المتحدة، وواجهت السلطة إنتقادات بسبب عدم قيامها من البداية بمطالبة سلطات الاحتلال بتوفير التطعيم لكل الفلسطينيين، وحصول غير المستحقين للطعوم لللقاح في ظل المحسوبية والمحاباة.

## الموافقة على اللقاحات

### لقاح سبوتنيك في
في 11 يناير 2021، أعلن صندوق الاستثمار المباشر الروسي أن وزارة الصحة الفلسطينية قد سجلت لقاح سبوتنيك في للاستخدام في إطار ترخيص الطوارئ، وبذلك تُعد أول دولة في الشرق الأوسط تُسجل اللقاح للاستخدام.

### لقاح سبوتنيك لايت
في 31 مايو 2021، أعلن صندوق الاستثمار المباشر الروسي أن وزارة الصحة الفلسطينية قد سجلت لقاح سبوتنيك لايت المكون من جرعة وحيدة للاستخدام الطارئ.

## تبرعات
- في 1 فبراير 2021، نقلت وزارة الصحة الإسرائيلية نحو 2000 جرعة من لقاح موديرنا إلى وزارة الصحة الفلسطينية.[9][10]
- في 4 فبراير 2021، تسلمت وزارة الصحة الفلسطينية أول شحنة من لقاح سبوتنيك في تضمنت 10 آلاف جرعة قدمتها روسيا.[11][12]

- في 7 مارس 2021، أعلن سفير دولة فلسطين لدى الصين فريز مهداوي عن عزم الصين إرسال 100 ألف جرعة من لقاح سينوفارم إلى الأراضي الفلسطينية.[13] في 29 مارس 2021 أعلنت وزارة الصحة الفلسطينية تسلمها اللقاحات المُقدمة من الصين.[14]
- في 11 مارس 2021، تسلمت وزارة الصحة الفلسطينية في قطاع غزة نحو 40 ألف جرعة من لقاح سبوتنيك في مُقدمة من الإمارات.[15]

- في 24 أغسطس 2021، أعلنت وزيرة الصحة الفلسطينية مي الكيلة أن وزارة الصحة تسلمت حوالي 500 ألف جرعة من لقاح موديرنا عبر مبادرة الوصول العالمي للقاحات كوفيد 19(كوفاكس) قُدمت من الولايات المتحدة.[16]
- في 12 نوفمبر 2021، أعلنت وزارة الخارجية والمغتربين الفلسطينية أنها تلقت رسالة من دولة سلوفاكيا عبر ممثلها غير المقيم لدى دولة فلسطين تُعلن فيها سلوفاكيا تقديمها 200 ألف جرعة من لقاح جونسون آند جونسون ضد كوفيد 19. لم تستخدم وزارة الصحة الفلسطينية اللقاح لاحقًا.[17]
- في 30 ديسمبر 2021، أعلنت وزيرة الصحة الفلسطينية مي الكيلة أن وزارة الصحة تسلمت حوالي 453,600 جرعة من لقاح موديرنا عبر مبادرة الوصول العالمي للقاحات كوفيد 19(كوفاكس). قدمت ألمانيا حوالي 302,400 جرعة قدمتها ألمانيا [18] بينما قدمت إيطاليا 151,200 جرعة.[19]
- في 26 يناير 2022، تسلمت وزارة الصحة الفلسطينية في قطاع غزة نحو مليون جرعة من لقاح سبوتنيك في مُقدمة من الإمارات.[20]
- في 4 فبراير 2022، أعلنت وزارة الخارجية والمغتربين الفلسطينية أنها استكملت الإجراءات كافة لوصول الدفعة الأولى من اللقاحات التي قدمتها بولندا لدولة فلسطين والبالغ عددها نحو 300 ألف جرعة من لقاح موديرنا. أعلن سفير دولة فلسطين لدى بولندا محمود خليفة عن دفعة ثانية لاحقًا تضم نحو 500 ألف جرعة من لقاح فايزر-بيونتك.[21]
- في 20 فبراير 2022، قدمت مصر حوالي 500 ألف جرعة من لقاح فاكسيرا- سينوفاك إلى وزارة الصحة الفلسطينية في قطاع غزة.[22]
- في 5 أكتوبر 2022، تسلمت وزارة الصحة الفلسطينية 50 ألف جرعة من لقاح سينوفارم قدمتها تونس.[23]

## معرض صور

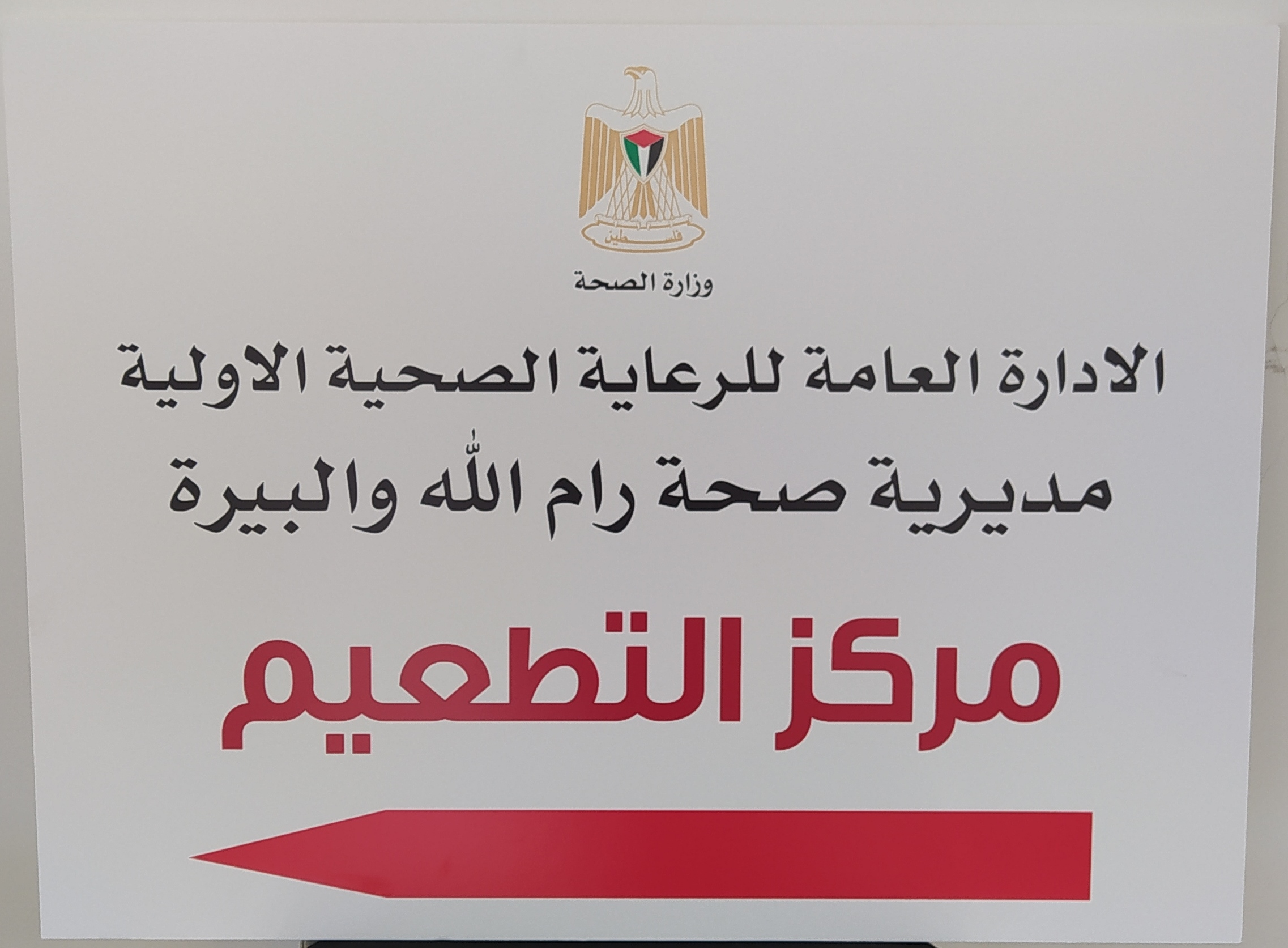
لافتة مركز تطعيم رام الله
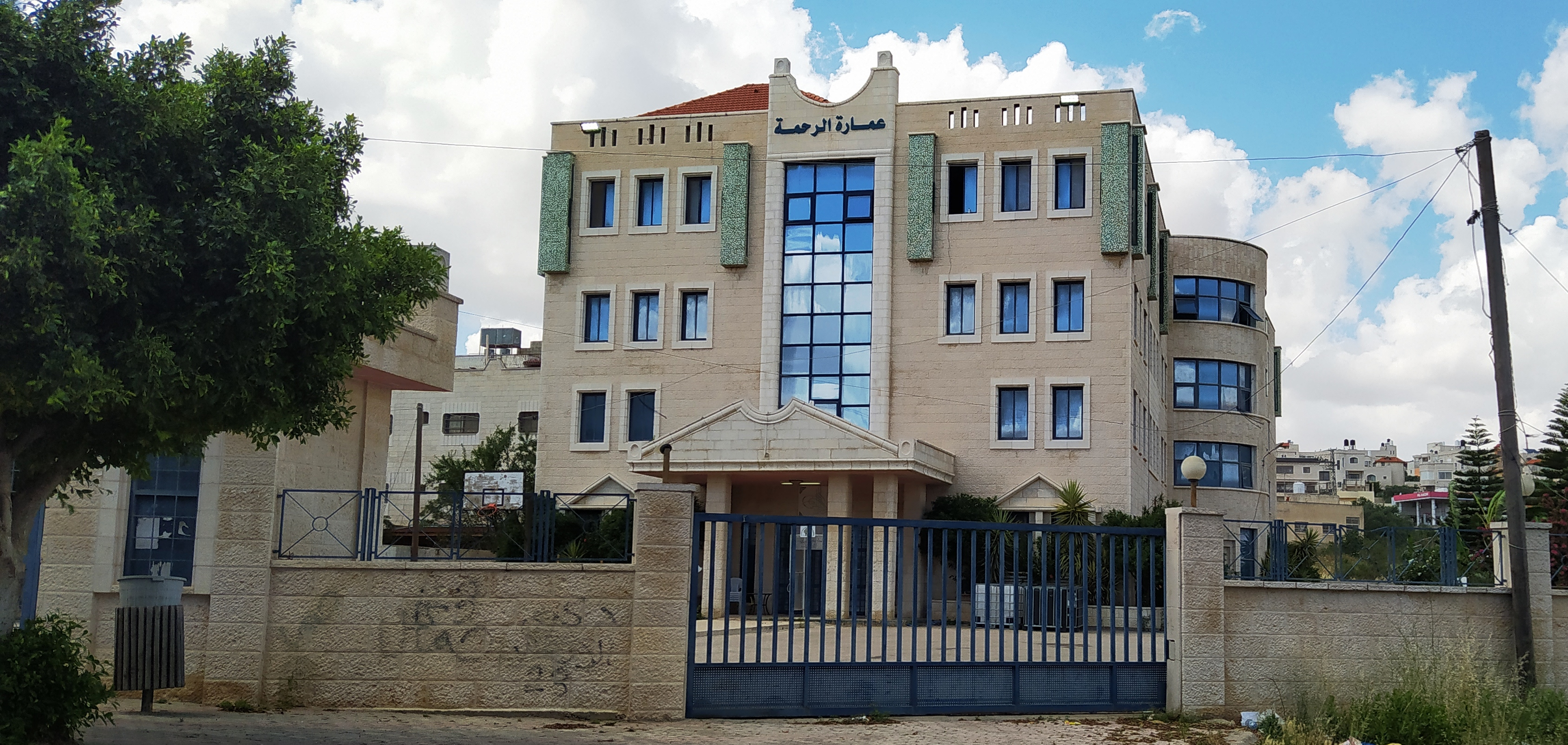
مبنى مركز تطعيم سلفيت